# Грин-Ки (национальный резерват дикой природы)
Национальный резерват Грин Кей (англ. Green Cay National Wildlife Refuge) — резерват дикой природы США на территории Американских Виргинских островов, расположенный севернее острова Санта-Крус. Создан — 1977 года. Площадь — 0.06 км².  

## Описание
Основная цель резервата — сохранение крупнейшей на сегодняшний день популяции островной амейвы (Санта-Крузская наземная ящерица) (Ameiva polops). Менее крупные популяции обитают на Протестант Кей и Рут (Кей) Айленд. Резерват расположен между городом Кристианстед и национальным монументом Национальный памятник природы Риф острова Бак. Резерват является частью администрации Карибский комплекс национальных резерватов дикой природы.